# Michał Taboryski
Michał Taboryski właściwie Mojżesz Taboryski (ur. 2 maja 1910 w Wilnie, zm. ?) – funkcjonariusz aparatu bezpieczeństwa Polski Ludowej.

## Życiorys
Urodził się żydowskiej rodzinie. Działał w Komunistycznej Partii Zachodniej Białorusi (od 1931), Wszechzwiązkowej Komunistycznej Partii (bolszewickiej), Polskiej Partii Robotniczej i Polskiej Zjednoczonej Partii Robotniczej.
W latach 1941–1942 był żołnierzem w Armii Czerwonej, a w 1944 w Białoruskim Sztabie Partyzanckim i Polskim Sztabie Partyzanckim. Od 1944 służył w Ludowym Wojsku Polskim, w którym doszedł do stopnia podpułkownika. Od 1944 do 1946 był zastępcą kierownika Wydziału Cenzury Resortu Bezpieczeństwa Publicznego, a w 1946 kierował wydziałem „B” Ministerstwa Bezpieczeństwa Publicznego. Od 1951 do 1955 był p.o. dyrektora Departamentu II MBP. W 1955 został dyrektorem Departamentu IX Komitetu do spraw Bezpieczeństwa Publicznego, a w 1956 był dyrektorem Biura „W” Komitetu do spraw Bezpieczeństwa Publicznego. W latach 1956–1957 pozostawał do dyspozycji Dyrektora Kadr i Szkolenia KdsBP. Od 1957 pracował w Urzędzie Rady Ministrów jako starszy radca.
Wraz z płk. Anatolem Fejginem kierował zmanipulowaniem przez specjalną grupę X Departamentu MBP wyników wyborów do Sejmu PRL pierwszej kadencji przeprowadzonych 26 października 1952.
W 1946 został odznaczony Złotym Krzyżem Zasługi.